# خسوس اولمس
خسوس اولمس (اسپانیایی: Jesús Olmos‎؛ ۲۰ ژوئیهٔ ۱۹۱۰ – ۲۵ اکتبر ۱۹۸۸) بازیکن بسکتبال اهل مکزیک بود.